# Mewa siwa
Mewa siwa, mewa pospolita (Larus canus) – gatunek dużego ptaka wodnego z rodziny mewowatych (Laridae), zamieszkujący Eurazję. W polskiej literaturze ornitologicznej najczęściej stosowaną nazwą jest „mewa pospolita”, jednak taki epitet gatunkowy jest mylący wobec rzeczywistej pozycji tego gatunku w polskiej faunie, zatem od niedawna Sekcja Ornitologiczna Polskiego Towarzystwa Zoologicznego propaguje nazwę „mewa siwa”.

## Podgatunki i zasięg występowania
Mewa siwa to ptak w większości wędrowny, choć są populacje częściowo koczownicze. Zamieszkuje Eurazję, głównie północną, w zależności od podgatunku:
- mewa siwa (Larus canus canus) – Islandia, Wyspy Brytyjskie na wschód przez Półwysep Skandynawski po Morze Białe. Zimuje w Europie (głównie nad Morzem Północnym, na zachodnich wybrzeżach i nad Morzem Śródziemnym), Afryce Północnej i Bliskim Wschodzie po Zatokę Perską. W Europie poszerzyła swój zasięg na tereny w głąb Polski, Niemiec, Austrii, Francji i Szwajcarii. Obecna południowa granica występowania sięga krawędzi Alp.

W Polsce gnieździ się nielicznie i nierównomiernie, choć spotkać ją można na całym niżu. Największe skupisko (około 80–85% krajowej populacji) na wyspach w środkowym odcinku Wisły. Licznie zimuje na wybrzeżu Bałtyku. Przeloty w marcu-kwietniu i sierpniu-listopadzie (przez Europę Środkową przelatuje 20% mew siwych). Od połowy XX wieku widywana coraz częściej w głębi lądu. Badania dowiodły, że lęgi kończą się większym sukcesem nad przemysłowymi zbiornikami wodnymi niż nad Wisłą.
- Larus canus heinei – od półwyspu Kanin i okolic Moskwy na wschód po Lenę. Zimuje w Europie Południowo-Wschodniej i na azjatyckich wybrzeżach mórz Czarnego i Kaspijskiego, także w Chinach i Japonii.
- mewa kamczacka (Larus canus camtschatschensis) – północno-wschodnia Syberia. Zimuje w Japonii i wschodnich Chinach. Nazwa podgatunku często zapisywana jako kamtschatschensis[8].

Do 2. dekady XXI wieku za podgatunek mewy siwej uznawano także północnoamerykańską mewę alaskańską (L. brachyrhynchus). Podgatunek camtschatschensis niekiedy także klasyfikowany jest jako odrębny gatunek.

## Charakterystyka

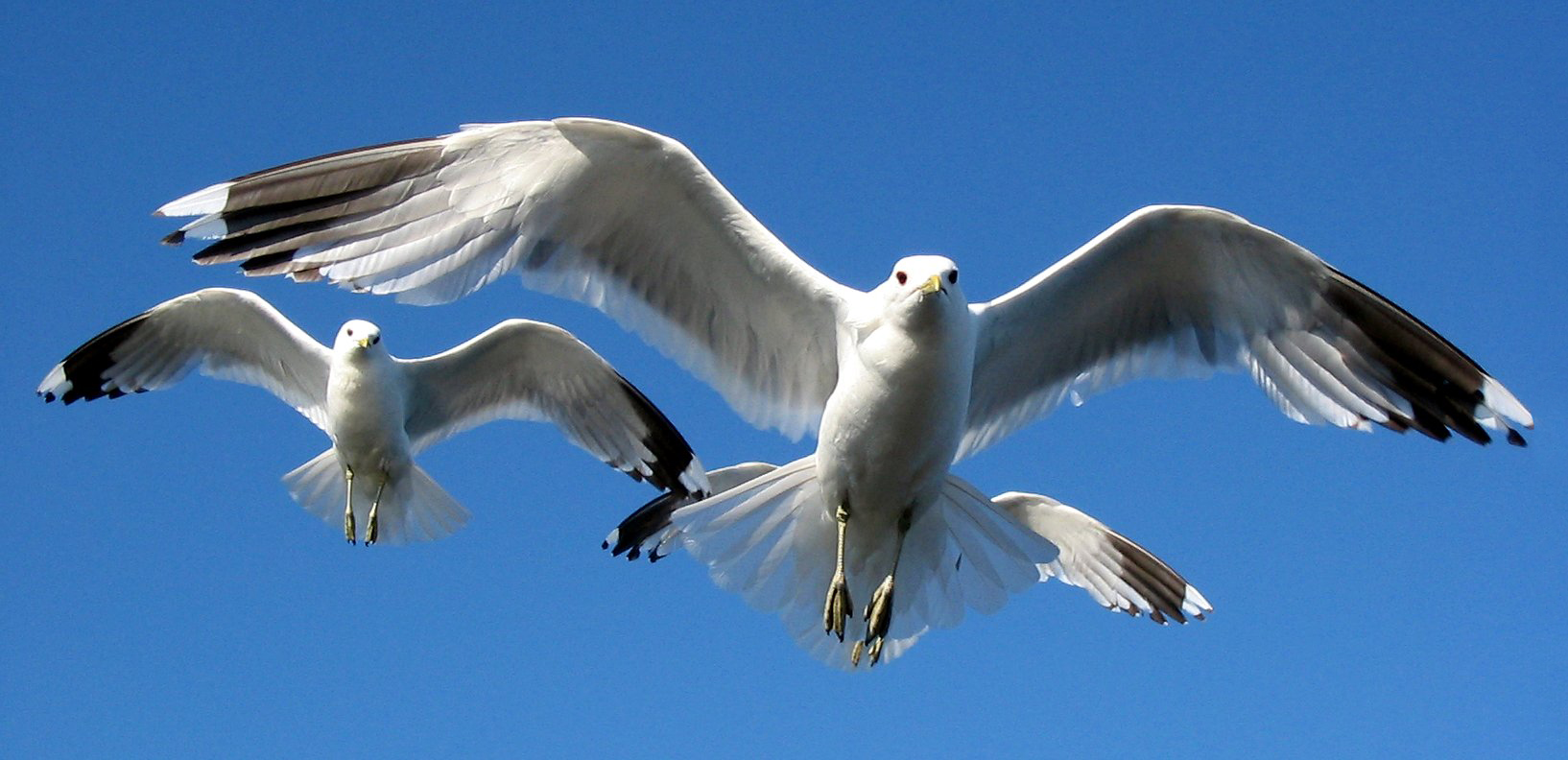
Mewy siwe w locie

WyglądWyraźnie zaznaczony jedynie dymorfizm wiekowy. Głowa okrągła z małym dziobem. Ptaki dorosłe w upierzeniu godowym białe, grzbiet i pokrywy skrzydłowe bladopopielate z białymi tylnymi krawędziami. Nogi żółtozielonkawe, dziób czysto żółty. Końcówki lotek skrzydeł czarne z białymi plamami. Upierzenie spoczynkowe różni się niewiele – drobne, szarobrązowe plamki na wierzchu głowy i na karku. Młode białe z brązowymi plamkami na ciele, najgęstszymi na grzbiecie i skrzydłach. Lotki brązowe, na końcu ogona wąski czarny pas. Mają ciemny dziób z czarną plamą u nasady. Nogi cieliste. W trakcie pierwszego i drugiego roku życia ubarwienie stopniowo się zmienia – głowa, brzuch i szyja bieleją, wzrasta liczba piór szaro-ciemnych na grzbiecie i skrzydłach. Ubarwienie ostateczne uzyskują w 3. roku życia.
IdentyfikacjaJest nieco większa od śmieszki czy gołębia i mniejsza od mewy srebrzystej, z którą można ją w locie pomylić. Ma ciemniejszy wierzch skrzydeł i grzbiet niż mewa śmieszka.
Wymiary średniedługość ciała 40–46 cm
rozpiętość skrzydeł: 110–125 cm (podgatunek nominatywny)
masa ciała 290–552 g, podgatunek camtschatschensis 394–586 g
GłosSłychać z daleka przenikliwe krzyki mew siwych „kyau” i „gue gue gue”, podobne do okrzyków mewy srebrzystej, ale są wyższe i bardziej przenikliwe.

## Biotop
Brzegi mórz, dużych rzek i jezior śródlądowych na nizinach i w górach, na piaszczystych plażach, wydmach, przybrzeżnych wyspach, stojących zbiornikach wodnych, a także bagnach i mokradłach. Czasem w obrębie miast. Preferuje suche miejsca z dobrą widocznością. Unika zatem wysokiej i gęstej roślinności. W czasie zimy mogą koczować, a gdy jest ona surowa, przemieszczają się bardziej w głąb lądu, choć nie zostają tam na długo.

## Okres lęgowy

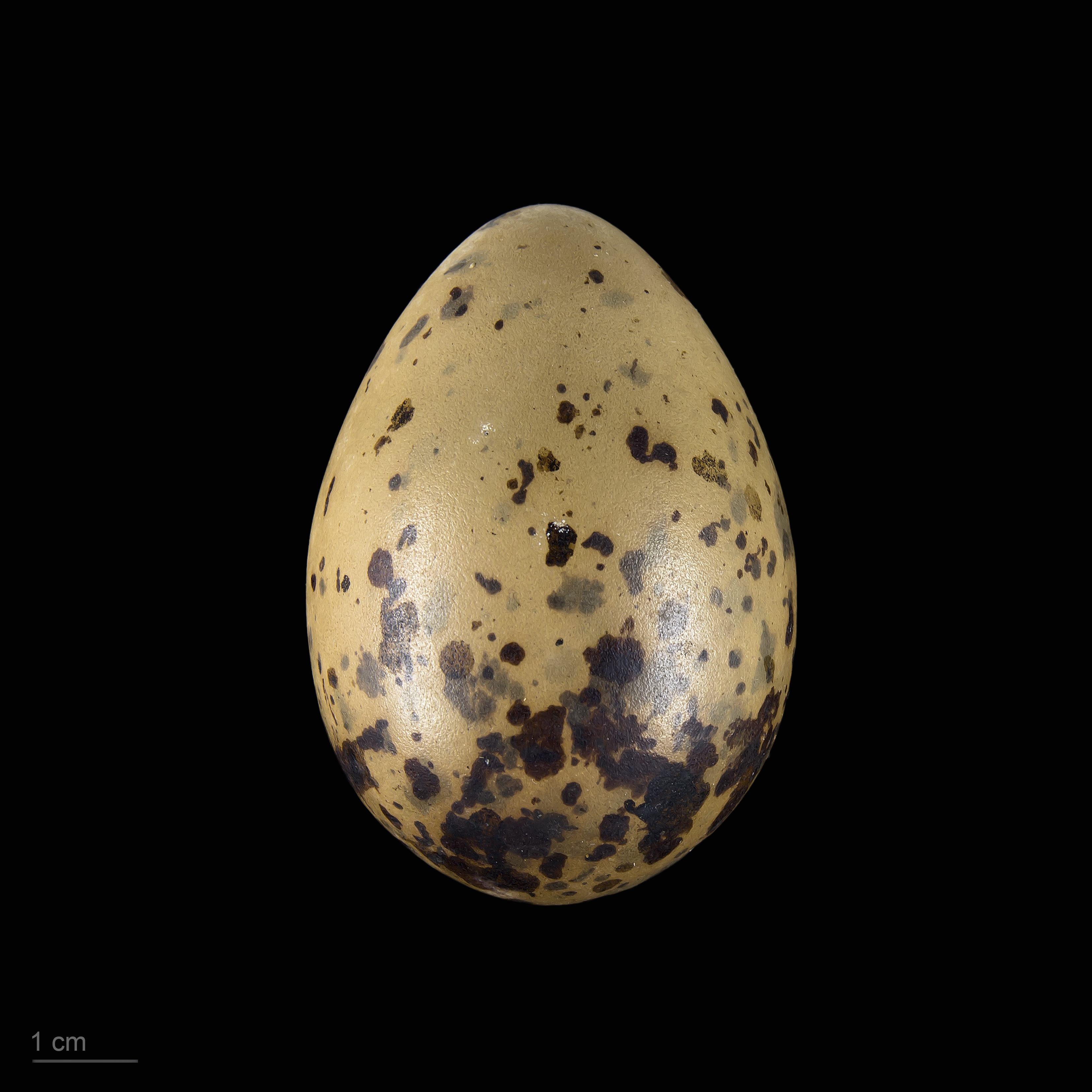
Jajo z kolekcji muzealnej

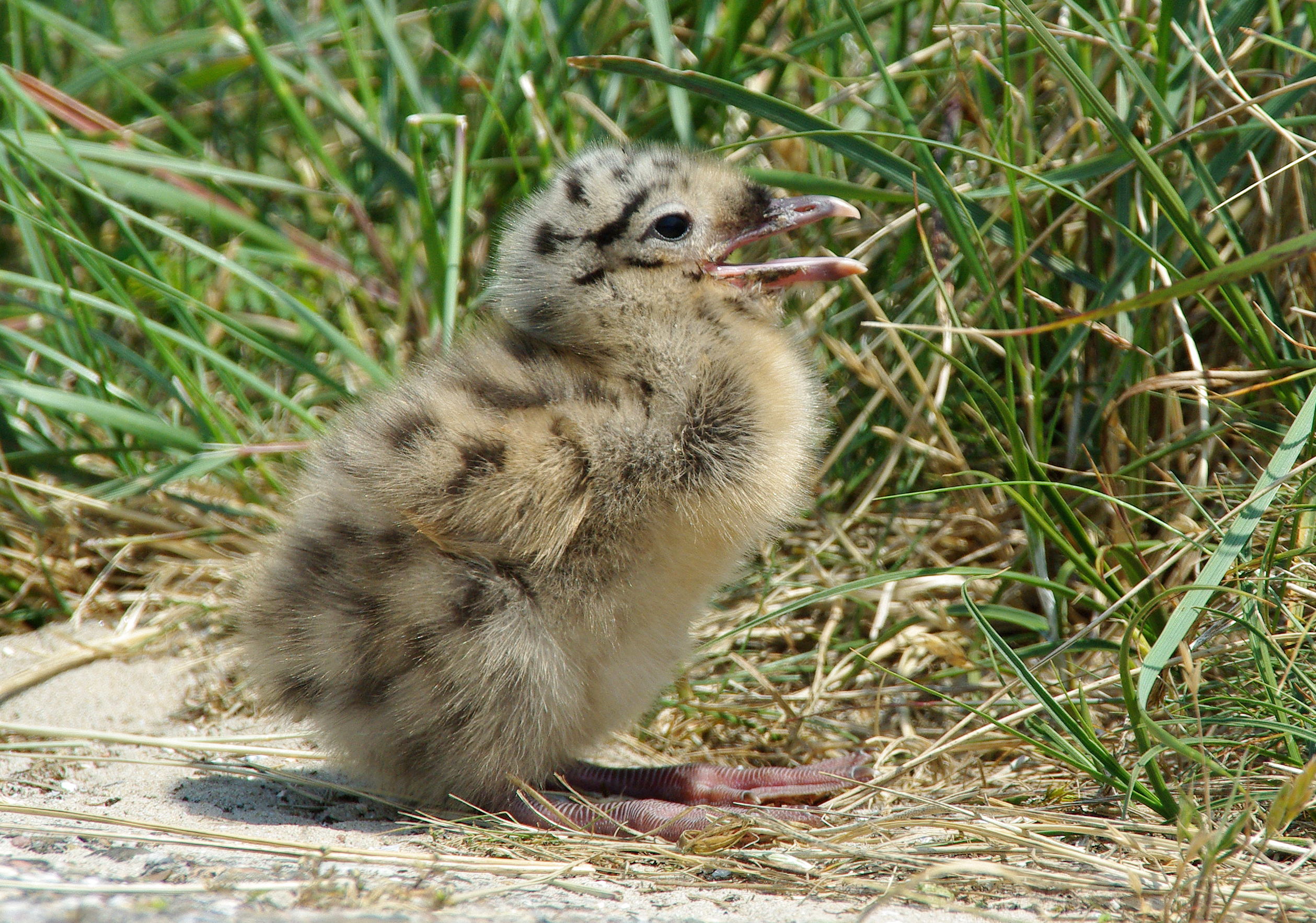
Pisklę mewy siwej

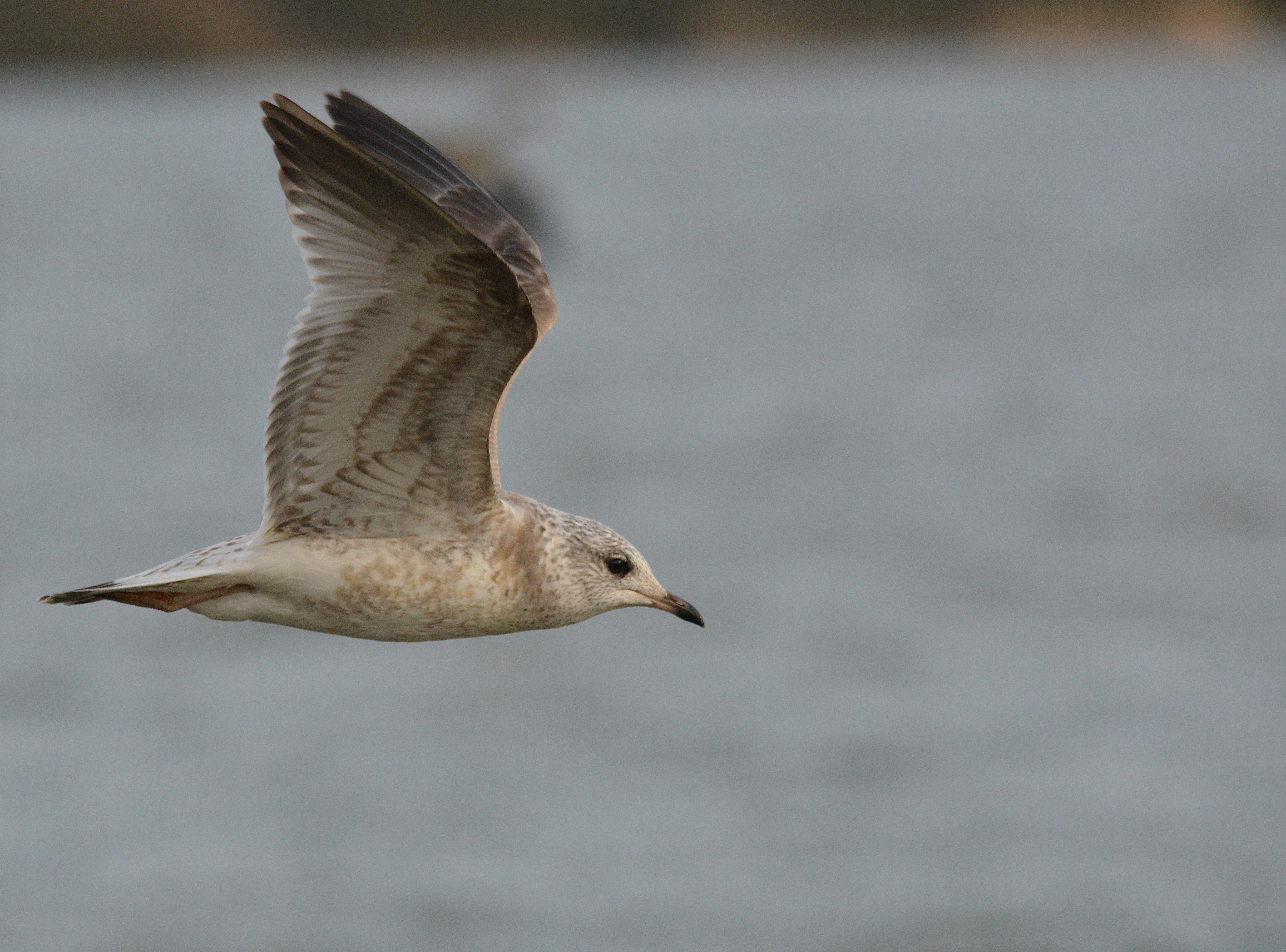
Osobnik młodociany

TokiMewy przylatują na lęgowiska w marcu lub kwietniu parami. Są wierne miejscu lęgowemu, jak i zeszłorocznemu partnerowi (obserwowane jednak przypadki, gdy samiec miał dwie samice). Rozpoczynają toki zbierając się na wzniesionych miejscach. Z wyciągniętą nad ziemią szyją uciekają piechotą ze stada udając, że dziobią coś na ziemi. Imitują budowę gniazda piersią wygniatając dołek. Cały rytuał kończy się chóralnym wrzaskiem całego zespołu. Od tego momentu toki odbywają się już tylko w parach. Samiec i samica obok siebie zbierają małe kamienie i źdźbła traw rzucając je na siebie. W tym okresie zawodzenia zaczynają od krótkich „kje” wznoszących się do uderzającego „kiiije”.
GniazdoPłytki dołek na ziemi na podwyższeniu, palach ostróg, dachach domów, kopczyk w kępach turzyc. Rzadziej na wierzbach. Często samotnie, ale może również tworzyć niewielkie lub średnie kolonie. Gniazdo buduje głównie samica ustalająca miejsce na lęg, z większą lub mniejszą pomocą samca. Składa się z traw, roślin wodnych lub wrzosów. Lęgi mewy siwej mogą znajdować się też na obrzeżach kolonii mew srebrzystych lub śmieszek.
JajaW ciągu roku wyprowadza jeden lęg, składając w maju 1–3 oliwkowobrązowych lub zielonkawych jaj w ciemne kropki.
Wysiadywanie i dorastanieJaja wysiadywane są przez okres 23–26 dni przez obydwoje rodziców. Oboje też je wychowują do 5 tygodnia życia, kiedy to stają się lotne. Młode wykluwają się w jednym czasie. Podobnie jak u innych gatunków mew, od początku są opierzone i mogą biegać, ale przebywają głównie w gnieździe lub jego pobliżu (tam też karmią je rodzice). Aby rodzic zwrócił pokarm, pisklę dziobie w czubek jego dzioba. Pisklęta nabywają umiejętność latania w 7–8. tygodniu życia. Zwykle jednak sukces rozrodczy jest mały ze względu na plądrujące kolonie szczury i lisy. Poza tym często przegrywają konkurencję o miejsce lęgowe z mewami srebrzystymi.

## Pożywienie
Pokarm zwierzęcy zróżnicowany i zależny od pory roku i zasobów, głównie bezkręgowce (m.in. pierścienice), śnięte ryby, małe płazy i gryzonie, a także jagody i nasiona, oraz detrytus. Pokarm roślinny stanowi jedynie uzupełnienie diety.
Na żerowanie z noclegowisk, ulokowanych nad wodą, odlatują rano. Kierują się wtedy na pola, łąki, wysypiska śmieci, do portów. Szukają pokarmu też na wybrzeżach i mulistych brzegach. Mogą pasożytować na innych ptakach, m.in. śmieszkach karmionych chlebem, ptakach żywiących się małżami i rybami, kulikach, które dzięki zagiętemu dziobowi wyłapują robaki, które są pożądaną, ale trudniej dostępną dla mew ofiarą. Zdarza jej się pochwycić i zjeść ptasie jaja i pisklęta mew i rybitw. Zjada też odpadki pozostawiane przez ludzi. Poszukiwać pokarmu może w locie patrolowym, przez brodzenie w wodzie, chwytanie zdobyczy z powierzchni wody i przez zanurzenie nisko głowy w wodę. Potrafi z powietrza skoczyć do wody i zanurkować na 1 metr głębokości, a także ścigać owady w locie.

## Status i ochrona
Międzynarodowa Unia Ochrony Przyrody (IUCN) uznaje mewę siwą za gatunek najmniejszej troski (LC – Least Concern) nieprzerwanie od 1988 roku, stosuje jednak starsze ujęcie systematyczne z L. brachyrhynchus jako podgatunkiem. Całkowitą liczebność populacji (wraz z L. brachyrhynchus) w 2015 roku szacowano na około 2,5–3,7 miliona osobników. W tym samym roku organizacja BirdLife International szacowała liczebność populacji europejskiej na 640 000 – 1 080 000 par lęgowych. Globalny trend liczebności populacji nie jest znany, wiadomo jednak, że populacja europejska maleje.
W Polsce mewa siwa podlega ścisłej ochronie gatunkowej; wymaga ochrony czynnej. Na Czerwonej liście ptaków Polski sklasyfikowana została jako gatunek narażony (VU). Do lat 50. XX wieku mewa siwa gniazdowała w Polsce sporadycznie, później jej populacja znacząco wzrosła, osiągając w latach 80. i na początku lat 90. liczebność 3200–3500 par. W latach 2013–2018 liczebność populacji lęgowej szacowano już tylko na 600–1000 par. Pomiędzy 2007 a 2018 rokiem odnotowano gwałtowny spadek liczebności krajowej populacji lęgowej – o około 80%, jeden z najsilniejszych wśród wszystkich gatunków ptaków nadal występujących w Polsce. Wśród głównych przyczyn wymienia się drapieżnictwo ze strony norki amerykańskiej i lisa, śmiertelność wskutek pokąsania przez meszki, a także niszczenie lęgów przez gwałtowne wezbrania Wisły po intensywnych opadach na południu kraju. Liczebność populacji zimującej w Polsce w latach 2013–2018 oceniano na co najmniej 7–12 tysięcy osobników.